# Anthony Mfa Mezui
Anthony Mfa Mezui (Beauvais, Franciaország, 1991. március 7. –) gaboni-francia származású, gaboni válogatott labdarúgó, a francia FC Metz kapusa.

## Pályafutása
Mfa Mezui a franciaországi Beauvais városában született. A Metz akadémiáján nevelkedett, 2008-ban került fel a tartalékcsapathoz, majd 2012-ben bemutatkozhatott az első csapatban is a másodosztályban. A 2015-2016-os szezont kölcsönben töltötte a Royal Football Club csapatában.
A szülei révén gaboni-francia kettős állampolgárságú Mfa Mezui az afrikai ország nemzeti csapatát képviseli. 2010-ben mutatkozott be a gaboni válogatottban, részt vett a 2012-es olimpián és a 2015-ös afrikai nemzetek kupáján is.

## Sikerei, díjai
- Metz
  - Gambardella-kupa győztes: 2009-2010
  - A Ligue 2 bajnoka: 2014